# Liste des lauréats et nommés belges aux Oscars
Cet article présente la liste des lauréats et nommés belges aux Oscars.

## Distinctions
Jusqu'en 2014, quinze personnalités belges furent nommées et trois furent récompensées. Les films belges, Paix sur les champs (1971), Le Maître de musique (1989), Daens (1993), Farinelli (1995) et Everybody Famous (1995) ont été nommés pour l'Oscar du meilleur film en langue étrangère mais aucun ne remporte l'Oscar. 
| Année | Film                                        | Catégorie                                                 | Nom                                                                           | Résultat   | Références |
| ----- | ------------------------------------------- | --------------------------------------------------------- | ----------------------------------------------------------------------------- | ---------- | ---------- |
| 1954  | Vacances romaines                           | Oscar de la meilleure actrice                             | Audrey Hepburn                                                                | Lauréat    | [ 1 ]      |
| 1955  | Sabrina                                     | Oscar de la meilleure actrice                             | Audrey Hepburn                                                                | Nomination | [ 2 ]      |
| 1960  | Au risque de se perdre                      | Oscar de la meilleure actrice                             | Audrey Hepburn                                                                | Nomination | [ 3 ]      |
| 1962  | Diamants sur canapé                         | Oscar de la meilleure actrice                             | Audrey Hepburn                                                                | Nomination | [ 4 ]      |
| 1968  | Seule dans la nuit                          | Oscar de la meilleure actrice                             | Audrey Hepburn                                                                | Nomination | [ 5 ]      |
| 1971  | Paix sur les champs                         | Oscar du meilleur film en langue étrangère                | Jacques Boigelot                                                              | Nomination | [ 6 ]      |
| 1979  | Raoni                                       | Oscar du meilleur film documentaire                       | Jean-Pierre Dutilleux                                                         | Nomination | [ 7 ]      |
| 1981  | Tess                                        | Oscar de la meilleure photographie                        | Ghislain Cloquet                                                              | Lauréat    | [ 8 ]      |
| 1987  | Een Griekse Tragedie (Une tragédie grecque) | Oscar du meilleur court métrage d'animation               | Nicole van Goethem                                                            | Lauréat    | [ 9 ]      |
| 1989  | Le Maître de musique                        | Oscar du meilleur film en langue étrangère                | Gérard Corbiau                                                                | Nomination | [ 10 ]     |
| 1993  | Daens                                       | Oscar du meilleur film en langue étrangère                | Stijn Coninx                                                                  | Nomination | [ 11 ]     |
| 1993  | —                                           | Prix humanitaire Jean Hersholt                            | Audrey Hepburn                                                                | Lauréat    | [ 11 ]     |
| 1995  | Farinelli                                   | Oscar du meilleur film en langue étrangère                | Gérard Corbiau                                                                | Nomination | [ 12 ]     |
| 2001  | Everybody Famous                            | Oscar du meilleur film en langue étrangère                | Dominique Deruddere                                                           | Nomination | [ 13 ]     |
| 2003  | Fait d'hiver                                | Oscar du meilleur court métrage en prises de vues réelles | Robert Enrico                                                                 | Nomination | [ 14 ]     |
| 2004  | Les Triplettes de Belleville                | Oscar du meilleur film d'animation                        | —                                                                             | Nomination | [ 15 ]     |
| 2008  | Tanghi argentini                            | Oscar du meilleur court métrage en prises de vues réelles | Guido Thys                                                                    | Nomination | [ 16 ]     |
| 2011  | Bullhead                                    | Oscar du meilleur film en langue étrangère                | Michaël R. Roskam                                                             | Nomination | [ 17 ]     |
| 2013  | Mort d'une ombre                            | Oscar du meilleur court métrage en prises de vues réelles | Tom Van Avermaet                                                              | Nomination | [ 18 ]     |
| 2014  | Alabama Monroe                              | Oscar du meilleur film en langue étrangère                | Felix Van Groeningen                                                          | Nomination | [ 19 ]     |
| 2014  | Ernest et Célestine                         | Oscar du meilleur film d'animation,                       | Stéphane Aubier, Vincent Patar                                                | Nomination | [ 19 ]     |
| 2015  | Le Chant de la mer                          | Oscar du meilleur film d'animation,                       | —                                                                             | Nomination | [ 20 ]     |
| 2017  | La Tortue rouge                             | Oscar du meilleur film d'animation,                       | —                                                                             | Nomination | [ 21 ]     |
| 2023  | Close                                       | Oscar du meilleur film en langue étrangère                | Lukas Dhont                                                                   | Nomination | [ 22 ]     |
| 2025  | Flow                                        | Oscar du meilleur film d'animation                        | Gints Zilbalodis (LV), Matīss Kaža (LV), Ron Dyens (FR), Gregory Zalcman (BE) | Lauréat    | [ 23 ]     |